# Anton Haeckl
Anton Haeckl était un luthier viennois (Autriche). Il est notamment l'inventeur du physharmonica en 1818. 

## Biographie
Haeckl met au point le physharmonica en 1818. Il obtient un brevet (« Privilegium ») pour cet instrument le 8 avril 1821. Deux modèles de 1825 sont exposés au musée des techniques de Vienne (Inv. no 19480 de 20 touches blanches, et Inv. no 38956).